# نوکیا ۳۵۱۰
نوکیا ۳۵۱۰ یک‌نمونه از گوشی‌های تلفن همراه سری ۳۰۰۰ شرکت نوکیا است که توسط همین شرکت به بازار عرضه شد. از دیگر گوشی‌های سری ۳۰۰۰ نوکیا، می‌توان از نوکیا ۳۵۱۰آی، نوکیا ۳۵۳۰، نوکیا ۳۵۹۰ و نوکیا ۳۵۹۵ یاد کرد.